# 5e Bataillon (Régiment de défense de l'Ulster)
Pour les articles homonymes, voir 5e bataillon.
Le 5e Bataillon (Comté de Londonderry) du Régiment de défense de l'Ulster (5 UDR) a été formé en 1970 et fait partie des sept bataillons originaux spécifiés dans la loi de 1969 sur le Régiment de Défense de l'Ulster, qui a reçu la sanction royale le 18 décembre 1969 et est entrée en vigueur le 1er janvier 1970,. Avec le reste du régiment, il a été fusionné avec les Royal Irish Rangers en 1992 pour former le Royal Irish Regiment.

## Recrutement
Le recrutement du 5 UDR a d'abord été lent. Le bataillon a pris ses fonctions le 1er avril 1970 avec seulement 200 hommes pour patrouiller dans la ville de Derry et 300 autres pour couvrir le reste du comté, alors que les chiffres de l'Ulster Special Constabulary (que l'UDR a remplacé) pour la veille étaient respectivement de 600 et 1 200. Le recrutement des catholiques était cependant équivalent à celui des protestants et les deux compagnies urbaines de l'UDR étaient composées à parts égales, John Hume ayant signé au moins une demande d'engagement et dit à la recrue de "sortir et de trouver tous les catholiques décents qu'il pouvait pour s'enrôler".
Sir Robin Chichester-Clark a demandé au Parlement du Royaume-Uni pourquoi l'un de ses électeurs n'avait pas été retenu pour faire partie de la force de police parce qu'il était gardien d'église et fonctionnaire local. La réponse de Roy Hattersley a indiqué que l'équipe de contrôle avait reçu pour instruction de pécher par excès de prudence et que deux ecclésiastiques avaient également été refusés parce que la nouvelle force devait être "isolée de toute influence politique et sectaire".

### Intimidation
Les soldats protestants comme les soldats catholiques ont été intimidés pour qu'ils quittent le régiment. À la suite de l'introduction de l'internement, de plus en plus de soldats catholiques ont fait l'objet d'intimidations au sein de leur propre communauté. Un capitaine du 5ème UDR, qui avait été membre de l'Association nord-irlandaise pour les droits civiques et avait participé à la marche de Derry, a été chassé du régiment, de son emploi et de Derry par des manœuvres d'intimidation.
Le commandant de la compagnie Waterside a déclaré qu'il était "très, très destructeur pour l'âme" de perdre de bons hommes de cette manière, surtout lorsqu'ils appréciaient manifestement d'être soldats dans le régiment.

## Histoire
Avec les six autres bataillons d'origine, le 5 UDR est entré en service opérationnel le 1er avril 1970. Le quartier général du bataillon a été établi dans l'ancienne école de lutte anti-sous-marine, mais a ensuite été transféré dans des locaux plus adaptés à la caserne Shackleton, Ballykelly, Comté de Londonderry, qu'ils ont partagé à plusieurs reprises avec la Royal Air Force, l'Army Air Corps et diverses unités de la British Army.
Le bataillon avait la plus grande zone de responsabilité tactique du régiment, qui couvrait des parties de deux comtés (Londonderry et Antrim) ainsi que trois divisions de police, soit 1 600 miles carrés au total.
Le premier commandant du 5 UDR était le lieutenant-colonel Kenneth Bulstrode Lloyd Davidson JP, MID, qui avait participé à la Seconde Guerre mondiale en tant qu'officier du 2e bataillon des Argyll and Sutherland Highlanders. Il avait été lord lieutenant adjoint, haut shérif du comté de Londonderry et, plus tard, commandant de la police spéciale d'Ulster de la ville de Derry entre 1968 et 1970.
Après avoir pris sa retraite au bout d'un an de service, il a été remplacé par le premier commandant régulier du bataillon, le lieutenant-colonel John Lys.
Le commandant en second (2 i/c) du bataillon lors de sa formation était le major George Lapsley, fils d'un inspecteur de police, diplômé du Magee College, vétéran de la Seconde Guerre mondiale dans la Royal Navy (campagne d'Extrême-Orient) et officier de l'armée territoriale. Il était responsable du recrutement dans les premiers temps. Le poste de commandant en second était généralement confié à l'officier supérieur à temps partiel du bataillon jusqu'en 1991, date à laquelle le poste a été remplacé par celui d'un officier régulier.
Le premier Training Major (TISO) était le Major LSTH Pelham-Burn des Coldstream Guards. Une partie de son travail consistait à organiser l'hébergement de toutes les compagnies du nouveau bataillon. Dans la mesure du possible, les logements étaient recherchés dans les bases de l'armée et, bien que les anciennes huttes de peloton de la police spéciale de l'Ulster fussent vacantes et disponibles, il n'était pas politiquement souhaitable de les utiliser.

## Compagnies
Le bataillon comptait finalement sept compagnies de fusiliers basées à la caserne d'Ebrington (A, West Bank Coy et B, Waterside Coy) : Ebrington Barracks, Derry (A, West Bank, Coy et B, Waterside Coy), Coy à Claudy, D Coy à Shackleton Barracks, Ballykelly, E Coy à Laurel House, Coleraine, F Coy à Magherafelt. et G Coy à Maghera.
La compagnie G était à l'origine la compagnie B du 1 UDR basée à Ballymoney. Elle est passée sous le commandement du 5 UDR en 1983. En 1992, les compagnies E et G ont fusionné pour former la compagnie D.

### Compagnie E
Créée en 1971, la compagnie E (E Coy) a été commandée pour la première fois par le major George Lapsley, qui avait été transféré du quartier général du bataillon.
La compagnie était divisée en quatre sections. La majorité des soldats de la 21e section venait de Portrush, Portstewart (les Ports) et du quartier Windyhall de Coleraine. Les soldats de la 22e section vivaient sur la rive est de la rivière Bann. Les hommes et les femmes de la 23e section venaient de la rive ouest de la Bann, connue sous le nom de "The Heights", tandis que la 24e section recrutait à Garvagh et dans les environs. La structure des pelotons ainsi créée permettait aux soldats de chaque région de patrouiller régulièrement sur des territoires qu'ils connaissaient bien et où ils connaissaient la plupart des habitants de la localité. C'était l'une des caractéristiques des premiers soldats à temps partiel de l'UDR : ils étaient capables de savoir quand quelque chose n'allait pas dans les zones qu'ils connaissaient lorsqu'ils étaient en patrouille.
| Section 21 Les Ports | Section 22 East Bann | Section 23 West Bann | Section 24 Garvagh |
| -------------------- | -------------------- | -------------------- | ------------------ |
| No 1 Section         | No 1 Section         | No 1 Section         | No 1 Section       |
| No 2 Section         | No 2 Section         | No 2 Section         | No 2 Section       |
| No 3 Section         | No 3 Section         | No 3 Section         | No 3 Section       |

Le quartier général de la compagnie est installé dans l'ancienne salle d'exercice de l'USC à Macosquin. Après discussion avec un propriétaire local, la "Laurel Hill House", construite en 1843, a été achetée par le département des services immobiliers de l'armée pour 24 000 livres sterling, mais des travaux de plus de 100 000 livres sterling ont été nécessaires pour la rendre utilisable. La maison avait déjà servi de logement militaire lorsqu'elle a été réquisitionnée par l'armée américaine pendant la Seconde Guerre mondiale. Elle était également réputée pour être hantée.
Lorsque la compagnie E prit possession de la maison et de ses dépendances, elles avaient été converties en une caserne qui contenait toutes les installations que l'on s'attend à trouver dans les sites des compagnies et bataillons de l'UDR, y compris une salle de garde, une armurerie, une section de transport motorisé (MT), un champ de tir intérieur de 25 mètres (uniquement pour les carabines de calibre .22 Long Rifle), le mess des officiers, le mess des adjudants et des sergents, le bar des jeunes soldats, une salle de billard, des magasins, des salles de conférence, des bureaux, une salle d'opérations, des sangars et un champ de tir à tuyaux. Un champ de tir consiste en une section de 30 mètres de tuyau en béton d'un mètre de diamètre, posé sur le sol et recouvert en grande partie de terre. Il était utilisé dans les bases militaires d'Irlande du Nord pour l'entraînement au tir lorsque les bâtiments environnants rendaient dangereux l'établissement d'un champ de tir ouvert.
Un héliport a également été aménagé sur le terrain de la maison et une salle d'exercice a été construite à proximité. La salle d'exercice servait également de salle pour les grandes réceptions.
La maison et son terrain de 4,5 acres ont été remis sur le marché en 2012 et vendus aux enchères pour une somme non divulguée, bien que le prix d'orientation ait été fixé à 190 000 livres sterling.

## Uniforme, armement et équipement
Au départ, les armes devaient provenir de la caserne du North Irish Horse à Ballymoney, qui était alors devenue la B Coy 1 UDR.

## Victimes
28 soldats du 5 UDR sont morts en service actif pendant les Troubles et 12 autres ont été assassinés après avoir quitté le régiment.
Le premier à mourir fut le capitaine Marcus McCausland, un catholique. McCausland avait déjà servi dans les Irish Guards. Sa famille possédait un grand domaine à l'extérieur de Limavady. Il avait été haut shérif du comté et membre du conseil du district urbain de Limavady. L'Armée républicaine irlandaise officielle l'a enlevé et interrogé pendant quatre heures avant de l'abattre et de jeter son corps dans la neige.
Le corps cagoulé du sergent David C. Deacon, 38 ans (compagnie HQ), a été retrouvé le 3 mars 1973 près de Derry. Il avait les mains attachées dans le dos et avait été torturé. Deacon avait déjà servi dans la Royal Navy, était marié et père de quatre enfants, et n'était pas en service au moment de son enlèvement et de sa mort. Huit ans après sa mort, sa femme et quatre autres veuves de l'UDR et du RUC ont formé The Widow's Mite pour raconter au monde leur version de l'histoire et contrer la propagande de l'IRA. Elle a fait fondre ses noces d'or et les a refondues en l'ancienne "mite" portant le symbole d'une bougie allumée.

## Mémoriaux
Un certain nombre de monuments commémoratifs ont été érigés en l'honneur des soldats du 5e bataillon qui sont tombés au champ d'honneur. Le principal mémorial de l'UDR a été érigé à Lisburn et inauguré le 12 juin 2011 par le Vicomte Brookeborough, l'un des administrateurs de l'UDR Memorial Trust. Il s'agit d'une sculpture en bronze de 19 pieds à l'échelle héroïque, représentant les figures en bronze d'un soldat de l'UDR et d'une femme 'Greenfinch' en service opérationnel, sur un socle tout aussi impressionnant en granit de Mourne.

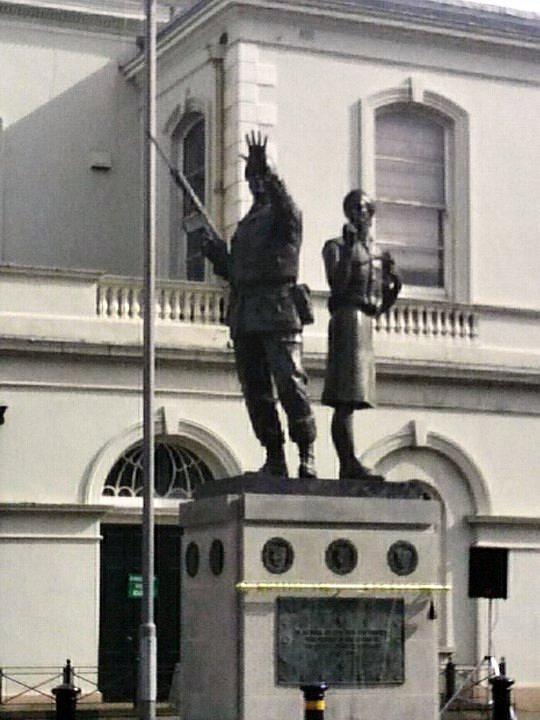
Mémorial de l'UDR à Lisburn.

## Voir également
- Régiment de Défense de l'Ulster
- Liste des bataillons et des sites du régiment de défense d'Ulster